# Spilosoma milloti
Spilosoma milloti är en fjärilsart som beskrevs av De Toulgoët 1954. Spilosoma milloti ingår i släktet Spilosoma och familjen björnspinnare. Inga underarter finns listade i Catalogue of Life.